# Giulia Domna
Giulia Domna (in latino Iulia Domna; Emesa, 170 circa – Antiochia di Siria, 217) è stata una nobildonna romana, moglie dell'imperatore Settimio Severo, augusta dell'Impero romano e detentrice di un potere mai ottenuto prima dalle imperatrici romane. 
È stata una delle prime donne della storia a esercitare un'influenza e un potere eccezionali dietro il trono dell'Impero.

## Biografia

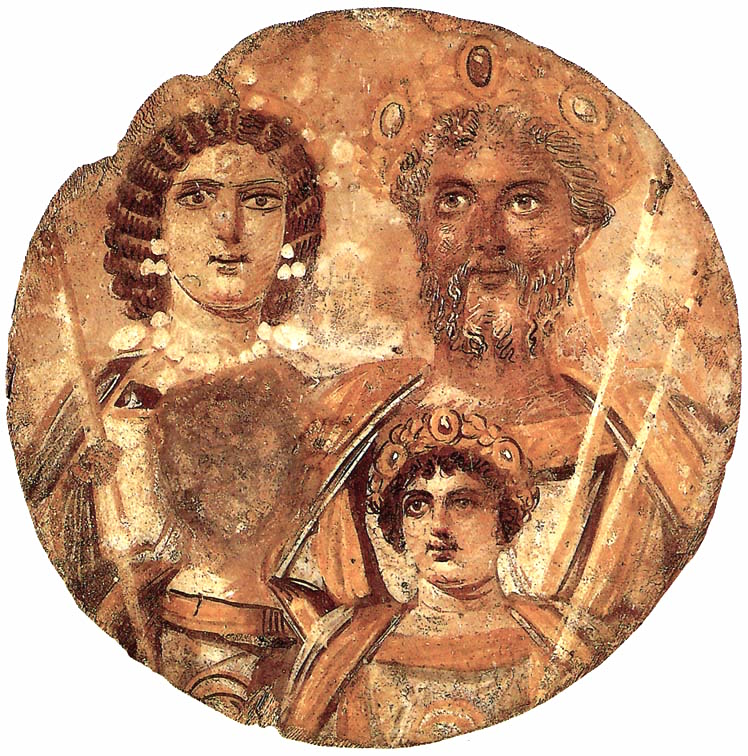
Tondo severiano, raffigurante Giulia Domna, Settimio Severo, Caracalla e il ritratto cancellato di Geta

Domna, di etnia araba, nacque ad Emesa (l'attuale Homs, in Siria) intorno al 170, ed era sorella di Giulia Mesa e figlia di Giulio Bassiano, gran sacerdote della divinità solare siriaca El-Gabal. Infatti, il suo stesso nome "Domna" è una parola dell'arabo arcaico che significa "nero", riferimento alla natura del dio El-Gabal, che secondo alcuni miti assunse la forma di una pietra nera.
Proprio per via della posizione di grande prestigio rivestita dal padre, la famiglia di Domna possedeva enormi ricchezze, sia in termini di cariche politiche che di proprietà terriere, e venne anche promossa all'aristocrazia senatoria romana. Prima del suo matrimonio, Domna ereditò la tenuta del suo prozio paterno Giulio Agrippa, un ex centurione di spicco, eredità che la rese da giovanissima una donna potente e influente.

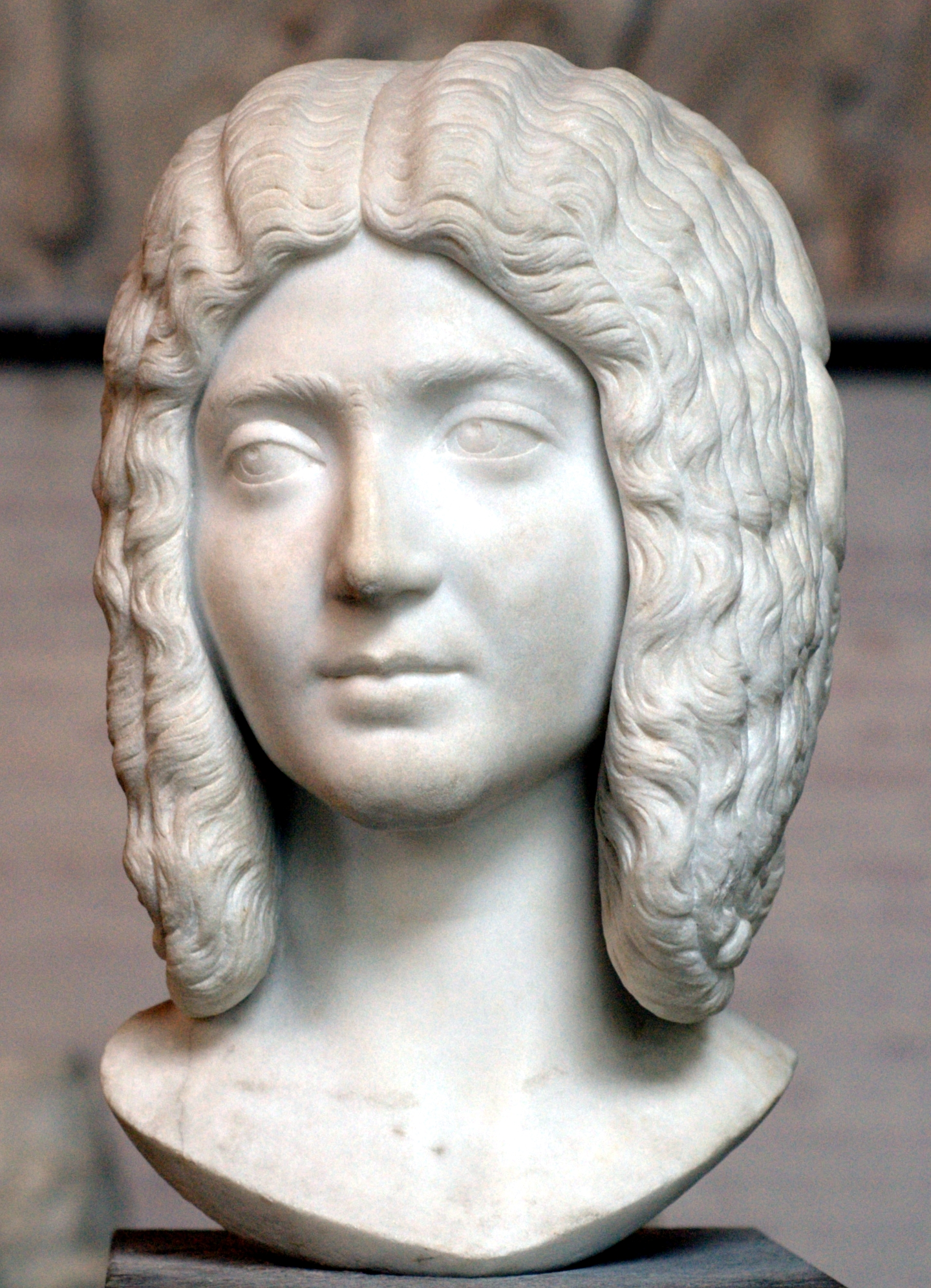
Busto di Giulia Domna

### Matrimonio con Settimio Severo
Tra il 185 e il 187, la notizia di un oroscopo, che presagiva a Giulia Domna un futuro sposo regale, spinse Lucio Settimio Severo, ambizioso proconsole della Gallia Lugdunensis, già comandante della Legio IIII Scythica (179), a chiederla in moglie. Così i due si sposarono nell'estate del 187 a Lugdunum (l'odierna Lione), di cui Severo era il governatore.
Dal loro matrimonio vennero ben presto alla luce due figli maschi, Lucio Settimio Bassiano (divenuto, dal 195, Marco Aurelio Antonino Caracalla) e Publio Settimio Geta.
Nel 193, in occasione del conferimento ufficiale della dignità imperiale a Settimio Severo, acclamato imperatore dalle truppe di stanza in Pannonia, Giulia Domna ottenne il titolo di Augusta. Furono anche emesse molte monete a suo nome.
Il riconoscimento ufficiale di Settimio Severo a Roma non prevenne la guerra civile, poiché né Clodio Albino né Pescennio Nigro ne riconoscevano ancora la legittimità imperiale. Settimio, tuttavia, agì agilmente in modo da evitare di combattere contemporaneamente entrambi i suoi rivali. Al fianco di suo marito durante questa campagna, i contatti di Domna hanno aiutato Settimio a garantire la lealtà della base siriana di Nigro in modo rapido e completo. I legami familiari di Domna, tuttavia, non erano i suoi unici contributi all'impresa del marito, poiché Settimio sfruttò sia il suo valore propagandistico che il suo intelletto nel processo di assicurarsi la sua posizione imperiale.
La costante presenza accanto al marito durante le spedizioni militari, valse all'Augusta la concessione del titolo mater castrorum (madre degli accampamenti), appellativo di recente coniazione, assegnato per la prima volta a Faustina Minore nel 174. Inoltre, il titolo di "Mater Castrorum" ha fatto qualcosa di più per Domna: ha pubblicamente riconosciuto il suo ruolo nell'elaborazione della strategia politica e militare che culminò nell'ineguagliabile dominio di Settimio sull'Impero Romano.

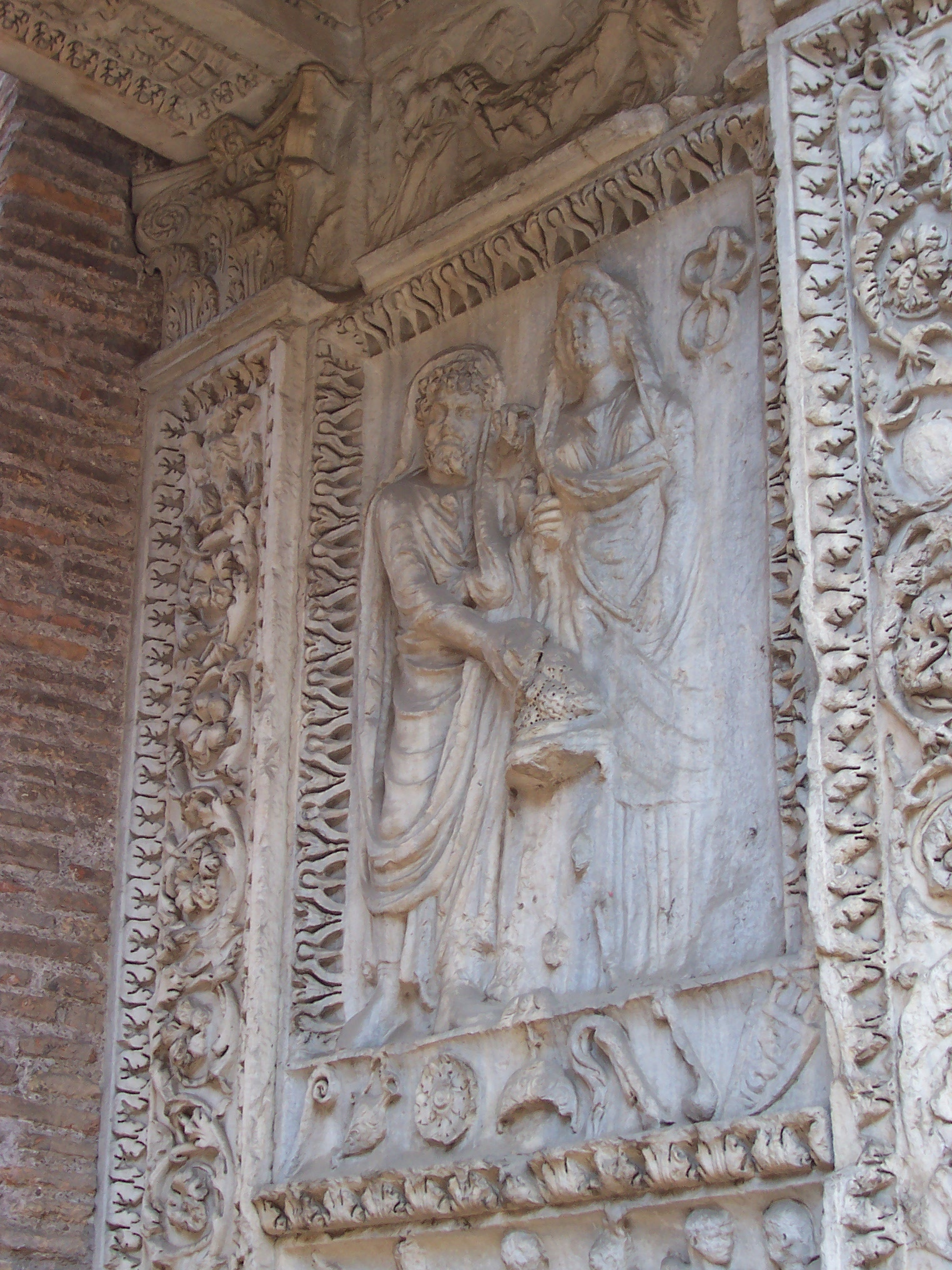
Pannello dell'Arco degli Argentari, raffigurante un sacrificio operato da Settimio Severo e Giulia Domna

### Potere assoluto e influenza
Giulia Domna esercitò, fin dall'inizio della sua vita da sovrana, un forte ascendente sulle decisioni del marito. Era una donna bella, ma anche colta e amante della filosofia. Supportata dal proprio carisma e da una notevole accortezza politica, l'imperatrice prese partecipazione molto attiva all'amministrazione dell'impero, ma ha governato l'Impero Romano dietro le quinte della sala riunioni per molti anni, perché pur accontentandosi di agire a margine della scena politica nel pieno rispetto del mos romano, da sempre riluttante al conferimento di ruoli ed incarichi ufficiali alle donne.
Tra il 202 e il 205, l'acceso contrasto con Plauziano, prefetto del pretorio e consigliere, sempre più influente, di Settimio Severo, determinò il temporaneo e parziale ritiro dell'Augusta dalla vita pubblica e politica. Il volontario allontanamento dall'ambiente di corte consentì a Giulia Domna di dedicarsi intensamente a studi filosofici e religiosi ed attorno alla sua figura venne formandosi un circolo di intellettuali, tra i quali si annoverano il medico Galeno e il filosofo Flavio Filostrato. Con la caduta e la morte di Plauziano, fu permesso a Giulia di tornare al potere ed espandere la sua influenza nella corte del marito, e da allora Giulia Domna Augusta, è stata l'unica ad assistere l'imperatore Settimio Severo nella gestione dell'impero.

Diritto e rovescio di una moneta con le effigi di Giulia Domna

Appena prima della sua morte, Settimio fece ogni tentativo per assicurarsi che i suoi figli avrebbero collaborato come colleghi imperiali, e chiaramente si affidava a Domna per supervisionare la loro continua collaborazione . Caracalla, tuttavia, non avrebbe accettato alcun pari grado imperiale e, da parte loro, né Geta né la fazione che lo sosteneva a corte avrebbe preso nemmeno in considerazione la rinuncia allo status imperiale che Settimio aveva concesso al suo secondo figlio. Pertanto, il rapporto tra i fratelli si deteriorò ed entrambi cercarono sicurezza nelle guardie del corpo.
Dopo mesi di alta tensione, gli sforzi di riconciliazione di Domna sembrarono finalmente dare i loro frutti nel dicembre del 211: Caracalla infatti le chiese di organizzare un incontro dove solo lei, lui e Geta sarebbero stati presenti, in modo che potessero concordare una soluzione pacifica alla rivalità esistente. Domna lo fece, e per amor di segretezza programmò una sessione di buon auspicio per incontrarsi nei suoi appartamenti privati.
Confidando nella neutralità di sua madre, Geta arrivò senza una guardia. L'arbitrato, però, non era quello che aveva in mente Caracalla. Senza che Domna lo sapesse, pianificò un'imboscata per suo fratello, così che quando Geta venne a salutare sua madre, fu contemporaneamente attaccato dagli assassini. Geta è morto tra le braccia intrise di sangue di sua madre. Seguirono rapidamente altri spargimenti di sangue e la fazione di Geta fu eliminata.

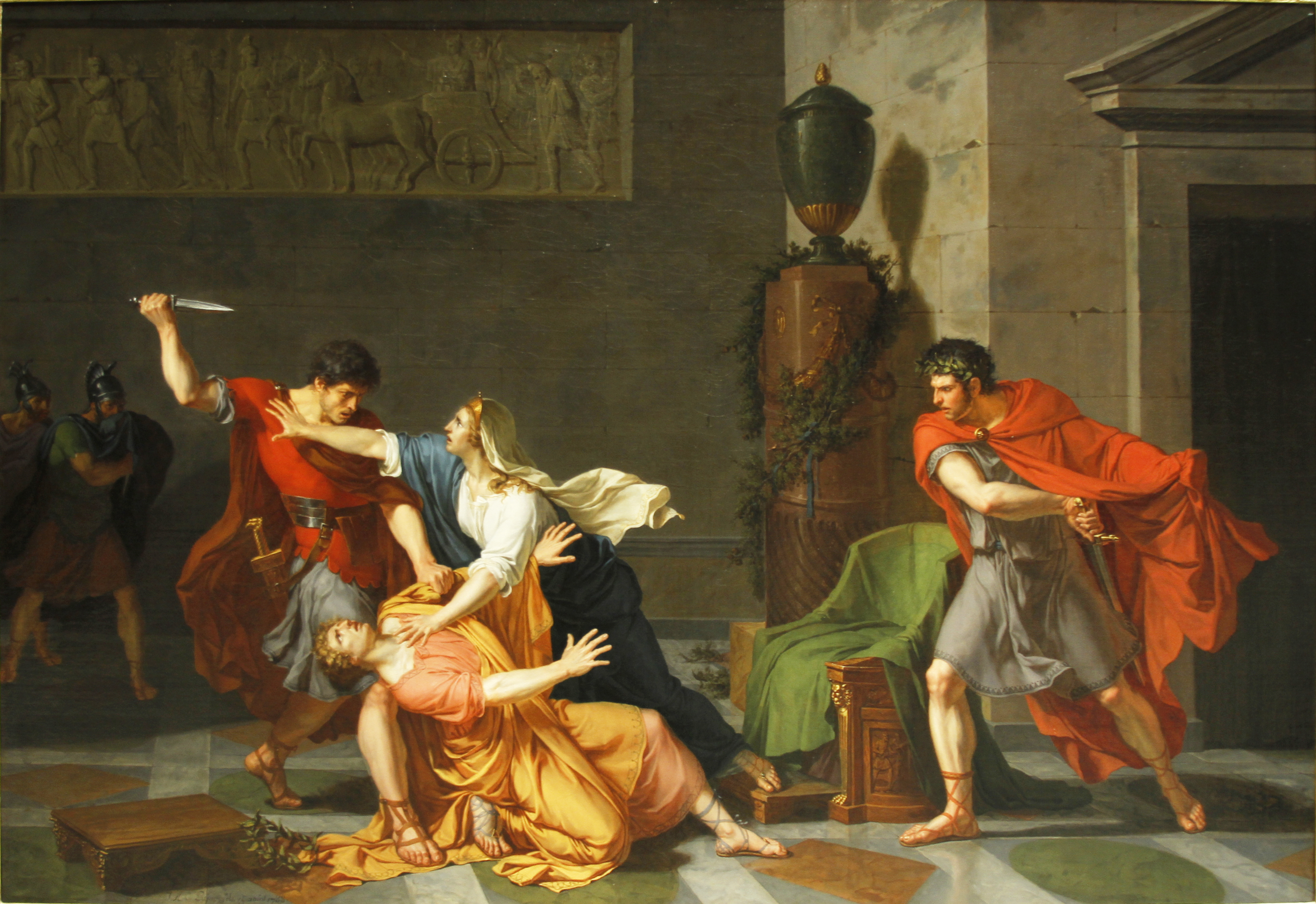
Gli assassini uccidono Geta per volere di Caracalla, alla presenza di Giulia Domna.

Durante gli inizi del principato di Caracalla (211-217), la trascuratezza per gli affari interni e la gestione dello stato, dovuta agli interessi prevalentemente militari dell'imperatore, permise una sempre più diretta partecipazione dell'Augusta alla gestione del potere imperiale. La posizione primaria rivestita da Giulia Domna in ambito pubblico e giurisdizione emerge con evidenza dall'altisonante titolatura Iulia pia felix Augusta mater Augusti nostri et castrorum et senatus et patriae, attestata con certezza a partire dal 211, e così si è affermata come al di là del potere dietro al trono.
Era spesso presente quando l'Imperatore era a corte, e persino teneva la corte imperiale in modo indipendente quando l'imperatore era assente. Le fu affidato il sigillo imperiale, il che implica che la sua lettura e il suo consenso erano necessari prima che qualsiasi documento o ordine fossero resi pubblici. Anzi collaborò con Caracalla al governo, dirigendo la cancelleria imperiale, così ogni editto portava anche il nome Giulia.
Domna consigliava anche suo figlio su questioni finanziarie e, in questa veste, spesso lo rimproverava per aver sperperato le entrate imperiali, e ancor di più sulle misure impopolari che per necessità dovevano seguire per mantenere la solvibilità finanziaria. Il fatto che Domna potesse farlo e mantenere il suo posto alla corte del figlio sospettoso è una testimonianza di quanto fosse preziosa per il regno di Caracalla. Apparentemente la sua competenza nei suoi doveri superava di gran lunga il fastidio che Caracalla doveva sopportare per sfruttare quella competenza.
Quando Caracalla iniziò la sua guerra contro i Parti per il rifiuto della sua proposta di sposare una principessa dei Parti, Domna accompagnò Caracalla ad Antiochia, dove stabilì la sua cancelleria mentre lui avanzava verso la frontiera. In retrospettiva, Caracalla avrebbe dovuto mantenere Domna al suo fianco, poiché sebbene potesse (come è attestato) aver ereditato la sua intelligenza, chiaramente non ereditò né l'abilità militare di suo padre né la sua fortuna, e così si consultò con sua madre su questioni militari e come far avanzare il suo attacco. Inoltre, come testimoniato da Cassio Dione (Cassio Dione, 
Hist., LXXVII, 18, 2; LXXVIII, 4, 2 3), nel periodo della grande spedizione di Caracalla contro l'impero partico, all'imperatrice fu addirittura assegnato un incarico ufficiale, la sovrintendenza della corrispondenza imperiale.
Secondo Cassio Dione, Caracalla concesse a Giulia un'ampia libertà di gestione dell'impero al suo posto durante le sue estese campagne militari (213 al 217). Dal 212 al 217, periodo durante il quale Caracalla fu unico imperatore dopo l'omicidio di Geta, Giulia soleva ricevere petizioni, presiedere ai pubblici ricevimenti, firmare carte e documenti l'impero e gestire la corrispondenza ufficiale; Caracalla incluse inoltre il suo nome accanto al suo nelle sue lettere al Senato romano e all'esercito romano.

### Declino e morte
Nel 217, tuttavia, la sorte cambiò improvvisamente. Appresa la notizia dell'assassinio di Caracalla e dell'acclamazione imperiale di Opellio Macrino, Giulia Domna, presumibilmente già malata, si lasciò morire di fame ad Antiochia, dove soggiornava, nel medesimo anno. Secondo Cassio Dione, in un primo momento Giulia iniziò a immaginarsi come l'unica sovrana di Roma e ordinò un complotto per usurpare il potere imperiale da Macrino. Ciò non funzionò, poiché la notizia di questo complotto raggiunse Macrino, che ordinò a Giulia di lasciare Antiochia e Giulia rifiutò, e alla fine si suicidò per paura di perdere il suo potere imperiale. Alla sua morte fu divinizzata e sepolta nel Mausoleo di Adriano, assieme al consorte.

## Opere pubbliche
Promosse nel Foro Romano la ricostruzione del Tempio di Vesta, di cui restano ancora oggi visibili i resti.
Protesse l'operato del filosofo Ammonio Sacca, fondatore della scuola eclettica di Alessandria e maestro di Plotino.

## Eredità
Domna incoraggiò il letterato greco Filostrato a scrivere la Vita di Apollonio di Tiana. Inoltre, Domna influenzò notevolmente anche la moda romana: l'acconciatura che utilizzò sarebbe stata in seguito indossata dall'imperatrice romana Cornelia Salonina e dalla famosa regina di Palmira Zenobia. Addirittura, sembra che Domna sia stata la prima ad aver reso popolare nel contesto romano ed europeo l'uso delle parrucche, un'usanza tipica degli Assiri. 

### Fonti primarie
- Cassio Dione, Historia romana
- Erodiano
- Historia Augusta

### Fonti secondarie
Fonti letterarie
- Calderini A., "Le donne dei Severi", Quaderni di Studi romani, V, 1945.
- Cleve R.L., Severus Alexander and the Severan women, Los Angeles, University of California Press., 1982.
- Comucci Biscardi B.M., Donne di rango e donne di popolo nell'età dei Severi, Firenze, Olschki, 1987.
- Ghedini F., Giulia Domna tra Oriente e Occidente. Le fonti archeologiche, Roma, “L'Erma” di Bretschneider, 1984.
- Ghedini F., Giulia Domna. Una siriaca sul trono dei Cesari, Roma, Carocci, 2020.
- Grant M., The Severan: the changed Roman empire, London-New York, Routledge, 1996.
- Kettenhofen E., "Die syrischen Augustae in der historischen Überlieferung", Antiquitas 3, Bonn, 1979.
- Magnani A., "Giulia Domna Imperatrice filosofa", Milano, Jaca Book, 2008.
- Turton G., The Syrian princesses: the women who ruled Rome, A.D. 193-235, Londra, Cassell, 1974.
- Williams M.G., "Studies in the Lives of Roman Empresses: I. Julia Domna", American Journal of Archaeology, 6, 1902, pp. 259–305.

Fonti numismatiche
- Carson R.A.G. e Hill Ph.V., Coins of the Roman Empire in the British Museum, vol. V (Pertinax to Elagabalus), Londra, 1975².
- Cohen H., Description historique des monnaies frapées sous l'empire romain communément appelées médailles impériales, vol. IV, Graz, 1955 (I ed. Parigi 1860).
- Robertson A.S., Roman Imperial Coins in the Hunter Coin Cabinet, University of Glasgow, vol. III (Pertinax to Aemilian), Londra-Glasgow-New York, Oxford University Press, 1977.
- Harold Mattingly e Edward Allen Sydenham, The Roman Imperial Coinage, vol. IV, part I (Pertinax to Geta), Londra, 1936 (rist. 1968, 1972).

Romanzi
- Santiago Posteguillo, Iulia. Storia di un'imperatrice, traduzione di Adele Ricciotti, vol.1, Casale Monferrato, Piemme, 2019, ISBN 978-8856673463.
- Santiago Posteguillo, L'Imperatrice che sfidò gli Dei: Il destino di Iulia Domna, vol.2, Casale Monferrato, Piemme, 2020.